# Хришћански симболи на српском средњовековном новцу
Хришћански симболи на српском средњовековном новцу почели су да се примењују по угледу на новац Солунске краљевине, од прве половине 13. века у врема краља Радослава, па све до монетарне реформе спроведене око 1435. године, када је иконографија на новцу замењена профаним, световним предлошцима.

## Предуслови
Како је у средњем веку право на ковање новца представљало централно питање сваког владара, његова прва брига након доласка на трон трон, легитимно или узурпацијом власти, да искује новац са својим именом, као акт консолидације свог аутпритета. Од тог тренутка, осим тржишне вредности коју је имала, искована танка метална плочица постаје моћно новчано средство пројектовања и промовисања личнпсти самога владара и његове империјане политике. А тој промоцији користиле су се и посебна врста језика којег чине мнгобројне и симболички веома богате представе новца, верски симболи и легенде које их прате.

Као и некада, тако и данас, новац изражава идентитет државе која га кује. На основу става француског антрополога Мориса Годелијеа за кога је новац је, између осталог, 
...симбол, видљив знак историје појединца и група, чији смисао долази из најскровитије дубине друштвених структура.
 можемо закључити да новац осим примарне улоге коју има у размени добара и тржишној комуникацији унутар социјалне заједнице у којој је настао, има важну улогу и у визуелној комуникацији унутар једне групе, која проистиче из симболичног карактера знака на новцу. Знак, односно представа на новцу, на овај начин може бити интерпретирана на различитим нивоима, као симбол вредности самога новца или, у дубљем смислу, као симбол колективног идентитета, нпр. хришћанског.
У иконографији српског средњовековног новца могу се запазити два идејна полазишта и два начела накојима је грађена слика владара и његове власти:
- хришћански карактер власти и
- идеал владара-ратника.

У основи византијске и средњовековне политичке идеологије налазила се теорија према којој владар влада по божјој милости као богоизабрани самодржац.
Идеја о Богу као кључном политичком чиниоцу истакнута је на новцу у време владавине цара Јустинијана II, када је цар на аверсну, значајнију страну своје златне номизме ставио бисту Христа, померивши тако први пут на средњовековном новцу представу владара на реверсну страну.
Овакве идеје су присутне и у српској средини, од владавине Стефана Немање, па Немањићи себе сматрају богоизабраним владарима, а реторичке формуле попут „Богом постављен” и „Богом дарованим венцем венчан бих”, честе у владарским хагиобио-графијама и дипломатичкој грађи, на српском новцу осликава представа Христа на аверсу, док реверс носи представу владара.
Од Христа добијена власт акцентована је представом инвеституре владара и на српском новцу који кују краљ Радослав   и цар Душан.  Притом је представа спуштања круне на главу цара Душана посредством анђела   унела у средњовековно новчарство оригинално решење, засновано на иконографији која је у српској монументалној уметности први пут примењена на фрескама Грачанице. Приказивањем инвеституре владара на новцу краља Радослава и цара Душана, као у византијском новчарству, српска дворска средина је испољила своје ставове према важним политичким и идеолошким питањима, самодржавностии богомданости власти српских суверена.

## Историја
Политичка и црквена историја Срба, након досељавања на Балканскополуострво, нераскидиво је везана за балканско поднебље и тековине прошлих времена које је оно баштинило, а које су обликоване вековномвлашћу Римског царстваи дуготрајним присуством хришћанске вере. Паралелно са насељавањем започет је и процес христијанизације. Када говори о насељавању Срба, Порфирогенит наводи како 
„цар њих покрсти довевши свештенике из Рима и, научивши их да правилно врше дела побожности, изложи им хришћанско вероучење.
Процес христијанизације Срба и Хрвата почео је у 7. веку, а завршен је у Василијево време, а у њему су улогу имала оба велика хришћанска центра Рим и Цариград. Дакле, разрушена епископска седишта ипак нису утихнула хришћански дух. Напротив, Срби и Хрватису упркос непостојању „активних“ епископских седишта били покрштени, а из доступних изворакоји о томе говоре не види се њихово одупирање том процесу.
До краја 9. века Балканско полуострво је од интегралног и једног од најзанчајнијих делова Римског царства постало у политичком погледу подељено између неколико држава, а у црквеном погледу граница између утицаја великих средишта Рима и Цариграда, која је некада делила полуострво простирући се источно од Софије сада је била померена, на штету Рима, даље на Запад, врло близу српским земљама које су започињале свој историјски развитак. Немањићи су први изборили самосталну националну државу и цркву у мултинационалној империји чије је народе уједињавала хришћанска вера. Отишли су и корак даље: па су хришћанске симболе као знакове достојанства царске породице претворили у националне симболе. 
Први српски владар за кога сигурно знамо да је на одећи имао царске орлове и носио Константинов стег (крст осликан златом, на пурпурној квадратној тканини) био је краљ Стефан Првовенчани.
Прву хришћанску иконографију на српском средњовековном новцу налазимо за време краља Радослава (1228—1234), који је наредио да се искују кованице по узору на новац Солунске државе. 
На новцу су представе Христа, Богородице, арханђела Михајла и Св. Константина. Представа Св. Константина који предаје двоструки крст краљу пресликана је са новца византијског цара Манојла Анђела. Скиптар (грчки термин), или жезло (српски термин) био је поред круне најважнији симбол власти у средњем веку. Скиптар, као и круна и престо, припада не само владару, већ целој династији и држави, па отуда у изворима имамо синтагме као српски скиптар или отачаски скиптар. Придавана му је таква симболичка моћ да се сматрало да може замењивати одсутног владара.  На ликовним представама — фрескама и новцу — скиптар је увек приказиван као украшени једноструки или двоструки крст, а нису ретке ни представе палице са украсом на врху у облику љиљана.
Доласком на престо Србије 1276. године краљ Драгутин започео је ковање динара по угледу на венецијанске гроше. Слика Христа на престолу на једној страни новца и владара, самог или са Св. Стефаном, заштитником династије Немањића, на другој страни постаће „канон” по коме ће се обликовати све емисије новца краљевског периода од 1228. до 1346.
Динар краља Драгутина био је познат не само по иконографији већ и као први динар са ћириличним натписом и владаром који стоји. Владар са круном држи скиптар у руци са крстом на врху, док му друга рука почива на грудима.
Цар Душан је после крунисања 1346. године увео низ нових представа на новцу, на коме се по први пут појавила представа Христа у мандорли, која је у српско новчарство дошла под утицајем дубровчана, главних предузетника и закупаца ковница. Једно од обележја новчарства цара Душана представља динар са представом владара који стоји и кога крунишу анђели. Ова иконографија је преузета са зидног сликарства из композиције Лоза Немањића у Грачаници и Пећи. Овом представом јасно је подвучено божанско порекло царске власти и сам чин крунисања који је обављен у Скопљу 1346. године.
На которским динарима царева Душана и Уроша приказан је заштитник града Котора Св. Трипун, док се на новцу града Улциња јавља представа Богородице Оранте.
Током раздобља обласних господара (1371—1402) међу главним мотивима на аверсу српског новца остала је и даље слика Христа. 
Поред Св. Стефана, на динарима налазимо и представе арханђела Михајла, коју је увео кнез Стефан Лазаревић, Св. Лаврентија, на новцу кованом у Бару и Св. Ладислава, која је преузета са угарских дуката. 
Крајем 14 века појављује се група кованица која на реверсу носи натпис ПАТРИЈАРХ, а која је највероватније искована у Пећи.
Последње раздобље ковања српског новца обележено је великим бројем врста у оквиру којих постоје разне комбинације иконографских предложака.

## Иконографија
У оквиру издања српског средњовековног новчарства издвају се четири иконографске групе којима припадају: 
- представе светих личности: Христ, свети Стефан, арханђел Гаврило;
- слике владара;
- хералдичке сцене: шлем, штит, грб, крст, двоглави орао, лав, звезда, крин, круна и
- прикази натписа: у редовима, или у форми монограма, односно слова.

Поред задржавања предложака који се везују за монетарна издања ранијих српских владара, новчарство прве половине 15. века обележила је појава нових иконографских решења. Доминантно присуство религиозних слика на новцу деспота Стефана Лазаревића и господина Ђурђа Бранковића, у каснијем периоду, уступиће примат профаним представама на монетама деспота Ђурђа и Лазара
Бранковића.

### Представе Христа
Представе Христа на српском средњовековном новцу биле су бројне и имале су подједнако дугу историју колико и српско новчарство. Њихова појава која доминира аверсном старном траје од првих монетарних приказа на новцу краља Радослава, па до последњих издања српских деспота и заснивала се на поимању власти која је почивала на византијској идеологији о божанској природи царске личности, као и Божје милости као темеља земаљске власти.
Везу између небеске власти и земаљске, богоизабраних српских деспота симболисале су типолошки различите представе Христа које су се појавиле на њиховим монетарним издањима. Представа Христа на престолу са високом наслоном у туники и колобиону који десном руком благосиља, а у левој држи јевађеље у српском новчарству се под утицајем венецијанског гроша први пут појавила на динарима краља Драгутина.
Настављајући да траје на новцу каснијих српских краљева, царева и обласних господара, мотив аверса обележавају три врсте деспотских динара Стефана Лазаревића.  
Осим на престолу са наслоном, Христ је у српском новчарству приказан и на престолу без наслона. Под утицајем ковања Никејског и Солунског царства ова представа се први пут појавила на новцу краља Радослава, а потом на царским ковањима и издањима српских феудалних господара.

### Представа крста
Док српско средњовековно новчарство пре периода Деспотовине бележи ретке појаве крста, о чему сведоче само два његова приказа, двоструког крста, на полудинару цара Душана,  односно крста са криновима на крајевима и звездом у средини, на заједничком динару деспота Угљеше и краља Вукашина, његов приказ у ковању деспота Стефана Лазаревића представља чест мотив.  На то указују три динарска издања на којима се једноставан грчки крст појављују као аверсна, односно реверсна представа.
Значајно присуство представе крста у новчарству Запада и Угарске, најчешће као реверсног приказа са различитим симболима у пољима између кракова, свакако је могао бити иконографско извориште, великог броја представа крста на новцу деспота Стефана.
Ретка појава двоструког крста на аверсу смедеревског обола деспота Ђурђа, доводи се у везу са истим предлошцима.

## Престанак коришћења иконографије на српском новцу
Религиозне представе које карактерише новац деспота Стефана Лазаревића и господина Ђурђа Бранковића, биће последње, јер ће након монетарне реформе спроведене око 1435. године, оне бити замењене профаним, световним предлошцима.